# 富竹街石牌坊
富竹街石牌坊，是一座清代牌坊，位于中华人民共和国浙江省衢州市江山市四都镇傅筑园村。四柱三间七楼。1982年5月公布为第一批江山市文物保护单位。
位于柯城区华墅乡柴家村（柴家田铺）西南的毛氏节孝坊，系旌表毛氏之妹的牌坊，二柱一间三楼。